# ナルトビエイ
ナルトビエイ（奈留鳶鱏、学名：Aetobatus narutobiei）は、マダラトビエイ属に属するエイの一種。和名は、日本においてこの種が最初に発見された奈留島に由来する。
かつてはAetobatus flagellumと同一視されていたが、大きさ、遺伝/形態的特徴、分布域が異なるため、2013年に別種とされた。

## 形態
A. flagellum以外のマダラトビエイ属魚類とは、体盤に白色斑点が無いことで区別できる。A. flagellumとは、ナルトビエイは最大1.5メートルと大型であり、鰭条の数も多いことなどで区別できる。

## 分布・生態
A. flagellumがインド洋から東南アジアに分布するのに対し、ナルトビエイは南日本の太平洋岸、日本海、有明海、瀬戸内海、東シナ海沿岸、朝鮮半島、台湾、中国沿岸に分布する。沿岸域に生息し、河川での観察例もある。水深59メートル程度までの水域に生息するが、常に15℃より暖かい水域で見られる。貝や甲殻類を捕食する。

## 利害
肉食性であるため、養殖の貝類などを捕食してしまい、害魚として扱われることがある。兵庫県では、水質改善のため、アサリやトリガイなどによる養殖実験が行われたが、その結果ナルトビエイが神戸港の兵庫運河に侵入し、貝類を食べてしまう被害が出た。ナルトビエイが多く生息する九州の有明海地域では、商業的に価値のある養殖二枚貝を捕食するため、毎年大量に駆除されている。